# Jean VIII (antipape)
Cet article concerne l'antipape. Pour le pape, voir Jean VIII (pape). Pour les autres significations, voir Jean VIII.
Jean VIII a été antipape au cours de l'année 844.
À la mort du pape Grégoire IV, l'archidiacre Jean est proclamé pape par acclamation populaire, alors que la noblesse élit Serge II, un romain de noble naissance. L'opposition fut supprimée et Serge intervint pour sauver la vie de Jean. Serge fut alors immédiatement consacré par les nobles sans rechercher la ratification de la cour franque.